# Pablo Heredia (actor)
Pablo Ignacio Heredia (Buenos Aires, 4 de julio de 1979) es un actor y cantante argentino radicado en Perú. Dentro de sus roles principales, es más conocido por el papel estelar de Lucas Pedraglio en la serie peruana Ven, baila, quinceañera, además de haber participado en producciones nacionales e internacionales.

## Biografía
Es profesor de educación física y estudió danzas brasileñas, como capoeira y axé. 
Cursó en talleres de teatro en la Provincia de Tucumán con el profesor José Vecc y en la escuela de teatro de Norma Aleandro.
Participó en las telenovelas Verano del 98, Rebelde Way y Floricienta.
En 2001 participó en la segunda temporada del reality Gran Hermano. Permaneció en el reality tres meses.
En 2005, formó parte del elenco de El Patrón de la Vereda y al siguiente año participó en El refugio. 
En 2015 llegó a Perú para grabar una telenovela, Ven, baila, quinceañera, en la cual interpretó a Lucas Pedraglio Olmedo durante 3 años.
En 2017 recibió una propuesta de ProTV Producciones, los creadores de Ven, baila, quinceañera, para grabar un nuevo formato que fue una nueva telenovela llamada Te volveré a encontrar en la cual tuvo un papel coprotagónico. Pronto fue estrenada por América Televisión.
A finales de 2018 recibió la propuesta de Michelle Alexander para interpretar el personaje de Jano en la segunda temporada de la exitosa telenovela Ojitos hechiceros de Del Barrio Producciones para América Televisión la cual cesó sus emisiones el 27 de marzo de 2019.
En 2019 participó en el reality show El artista del año.

## Filmografía
| Televisión  | Televisión              | Televisión             | Televisión             |
| Año         | Título                  | Rol                    | Notas                  |
| ----------- | ----------------------- | ---------------------- | ---------------------- |
| 1998 - 1999 | Verano del 98           | Gastón                 | Rol secundario         |
| 2001        | Gran Hermano 2          | Él mismo               | Participante           |
| 2002 - 2003 | Rebelde Way             | Blas Heredia           | Rol antagónico         |
| 2004        | Floricienta             | Pedro Lencina          | Rol antagónico         |
| 2005        | El Patrón de la Vereda  | Román                  | Rol secundario         |
| 2006        | El refugio              | Martín                 | Antagonista            |
| 2015 - 2018 | Ven, baila, quinceañera | Lucas Pedraglio Olmedo | Rol principal          |
| 2016 - 2017 | El regreso de Lucas     | Doctor Katz            | Participación especial |
| 2017 - 2018 | Te volveré a encontrar  | Paolo Valdemar         | Rol principal          |
| 2018 - 2019 | Ojitos hechiceros       | Alejandro "Jano" Reyes | Rol antagónico         |
| 2019        | El artista del año      | Él mismo               | Participante           |
| 2024        | Súper Ada               | Leonardo               | Rol protagónico        |
| Cine        |                         |                        |                        |
| 2014        | Los elegidos            | Martín                 |                        |

## Teatro
- Noctámbulo (2010) como Henry.
- Legalmente Rubia El Musical (2025) como Emmet.

## Discografía
- Listado de canciones:

1. "Fuego contra el viento" - No está a la venta.
2. "Manos vacías" - En la plataforma de YouTube.
3. "Todo por la fama" - No está a la venta.
4. "Por tu amor" - Publicada, no está a la venta.
5. "Amor infinito" - En la plataforma de YouTube.
6. "Yo no debía enamorarme" - En la plataforma de YouTube.
7. "El Amor" - En CD y en descarga digital.
8. "Estar Contigo" - En CD y en descarga digital.